# Grevillea speciosa
Grevillea speciosa là một loài thực vật có hoa trong họ Quắn hoa. Loài này được (Knight) McGill. miêu tả khoa học đầu tiên năm 1975.